# Libia na Letnich Igrzyskach Olimpijskich 1988
Libię na Letnich Igrzyskach Olimpijskich 1988 reprezentowało 2 zawodników (sami mężczyźni). Był to 4 start reprezentacji Libii na letnich igrzyskach olimpijskich.

## Skład kadry

### Kolarstwo
Mężczyźni
| Zawodnik            | Konkurencja                | Miejsce |
| ------------------- | -------------------------- | ------- |
| Abdel Hamed El-Hadi | Wyścig ze startu wspólnego | NU      |
| Abdullah Badri      | Wyścig ze startu wspólnego | NU      |